# Smackwater Jack
Albums de Quincy Jones
Gula Matari
(1970)
Smackwater Jack est un album de musique composé par Quincy Jones en 1971.

## Titres
1. Smackwater Jack (Gerry Goffin, Carole King) – 3:31
2. Cast Your Fate to the Wind (Vince Guaraldi, Carel Werber) – 4:26
3. Ironside (Quincy Jones) – 3:53
4. What's Going On (song)|What's Going On (Renaldo "Obie" Benson, Al Cleveland, Marvin Gaye) – 9:51
5. Theme from "The Anderson Tapes (tiré de The Anderson Tapes)" (Jones) – 5:16
6. Brown Ballad (Ray Brown) – 4:20
7. Hikky-Burr (Bill Cosby, Jones) – 4:02
8. Guitar Blues Odyssey: From Roots to Fruits (Jones) – 6:35

## Musiciens
- Quincy Jones - arrangeur, chef d'orchestre, Trompette, Chant
- Arthur Adams - Guitare
- Monty Alexander - Piano
- Wayne Andre - Trombone
- Joshie Armstead - Chant
- Paul Beaver - Synthetiseur
- Joe Beck - Guitare
- Ray Brown - Basse, Contrebasse
- Garnett Brown - Trombone
- Larry Bunker - Percussion
- Jaki Byard - Piano
- Buddy Childers - Trompette, Bugle
- Pete Christlieb - Saxophone Tenor
- Bill Cosby - Chant
- Bob Cranshaw - Basse
- George Devens - Percussion
- Eric Gale - Guitare
- Jim Hall - Guitare
- Dick Hixon - Trombone
- Freddie Hubbard - Trompette, Bugle
- Paul Humphries - Batterie
- Dick Hyman - Piano, clavecin
- Milt Jackson - Vibraphone
- Bob James - Claviers, Piano, Fender Rhodes
- Edd Kalehoff - Synthetiseur
- Carole Kaye - Violon
- Hubert Laws - Flute, Saxophone Tenor
- Harry Lookofsky - Violon
- Barbara Massey - Chant
- Joe Newman - Trompette, Bugle
- Alan Ralph - Trombone
- Chuck Rainey - Guitare basse
- Jerome Richardson - Saxophone Tenor, Saxophone Soprano
- Francesca Robinson - Guitare
- Freddie Robinson - Guitare
- Ernie Royal - Trompette, Bugle
- Joe Sample - Piano, Fender Rhodes
- Bobby Scott - Piano
- Valerie Simpson - Chant
- Jimmy Smith - Orgue
- Marvin Stamm - Trompette, Bugle
- Grady Tate - Batterie
- Toots Thielemans - Guitare, harmonica, Sifflement
- Steve White - Chant
- Snooky Young - Trompette, Bugle